# Wittwerk
Wittwerk, auch Witwerk oder Wittwerck ist der Familienname einer in Danzig ansässigen Künstlerfamilie von Rotgießern, aus der einige bekannte Stück- und Glockengießer hervorgegangen sind.

## Familie
Die Familie wurde mit Absalon Wittwerk (1634–1716) bekannt. Er wurde 1664 Meister und 1666 Bürger in Danzig; Glocken von ihm gab es im Dom zu Pelplin, in der Nikolaikirche in Danzig und weiteren Kirchen im Umkreis seiner Werkstatt. Sein Sohn Michael (1674–1732) wurde 1700 Meister und 1706 Bürger in Danzig. Von ihm stammten 1702 drei Glocken in Bytów, mehrere an anderen Orten Pommerns und Ostpreußens, wie z. B. im Dom zu Marienwerder und im Dom von Gnesen. Ein weiterer Sohn Absalons, Michaels jüngerer Bruder Benjamin (I) Wittwerk (1676–1729/30) wurde bereits 1692 Meister und 1696 Bürger von Danzig. Er machte sich auch als Stückgießer einen Namen. Seine Geschütze gelangten in die Sammlung des Arsenals in Dresden oder das Zeughaus Berlin, aber auch Glocken von ihm in Danzig und Marienwerder sind überliefert. Die Familie wirkte auch noch in dritter Generation: Michaels Söhne Johann Gottfried (1711–1783) und Immanuel (1719–1779) sind mit Glockengüssen in der Region um Danzig überliefert. Benjamins Sohn Benjamin (II) wurde 1726 Gießermeister. Im Zweiten Weltkrieg kamen etliche Wittwerk-Glocken auf den Glockenfriedhof nach Hamburg, von denen wiederum einige den Krieg dort überstanden. Sie wurden als Leihgaben an überwiegend norddeutsche Kirchen verteilt.